# Asplenium friesiorum
Asplenium friesiorum är en svartbräkenväxtart som beskrevs av Carl Frederik Albert Christensen. Asplenium friesiorum ingår i släktet Asplenium och familjen Aspleniaceae. Inga underarter finns listade.